# 8238 Courbet
8238 Courbet eller 4232 T-1 är en asteroid i huvudbältet som upptäcktes den 26 mars 1971 av den nederländsk-amerikanske astronomen Tom Gehrels och det nederländska astronomparet Ingrid van Houten-Groeneveld och Cornelis Johannes van Houten vid Palomarobservatoriet. Den är uppkallad efter den franske konstnären Gustave Courbet.
Asteroiden har en diameter på ungefär 9 kilometer och den tillhör asteroidgruppen Dora.